# Grâces
Grâces (tiếng Breton: Gras-Gwengamp) là một xã của tỉnh Côtes-d'Armor, thuộc vùng Bretagne, tây bắc Pháp.

## Dân số
Người dân ở Grâces được gọi là Gracieux.